# O Gud, vem skall jag klaga
O Gud, vem skall jag klaga är en gammal botpsalm i sex verser översatta av kung Erik XIV år 1572. Den tyska förebilden är Franciscus Rhodus "Ach GOTT wem soll ich Klagen / mein Schmerz ist...". Johan Olof Wallin bearbetade texten 1819.
Psalmen inleds 1695 med orden:
O Gudh! hwem skal jagh klaga
then sorg och eländ jagh drager
Enligt 1697 års koralbok används samma melodi som till psalmen O Werld! jagh tigh förlåter (nr 391). Enligt 1937 års psalmbok är melodin samma som till Nu vilar hela jorden (nr 442). Som i sin tur är en psalm som haft olika melodier i flera psalmböcker.
|  |
|  |

## Publicerad i
- Göteborgspsalmboken 1650 på s. 71 med titelraden "O Gudh! hwem skal iagh klaga", under rubriken "O Tröst i Bedröfwelse".
- 1695 års psalmbok som nr 249 med titelraden "O Gudh! hwem skal jagh klaga, then sorg", under rubriken "Boot-Psalmer".
- 1819 års psalmbok som nr 373 under rubriken "Med avseende på särskilda personer, tider och omständigheter: Botfärdiga fångar".
- 1937 års psalmbok som nr 271 under rubriken "Bättring och omvändelse".